# Честь смолоду
Честь смолоду — роман Аркадия Первенцева, написанный им в период с 1946 по 1948 год и за который писатель в 1949 году был удостоен Сталинской премии второй степени. Роман основан на событиях Великой Отечественной войны и посвящён героической советской молодёжи и Ленинскому комсомолу. Структурно роман состоит из четырёх частей, разделённых на 22 главы.

## Сюжет
Сюжет разделен на 4 части — первая повествует о детстве Сергея Лагунова, гибели его брата Матвея в первой главе, переезде с побережья на Кубань, знакомстве с Виктором Неходой, Павлом Фесенко и Яном Волынским, Люсей. В конце Сергея принимают в комсомол. Во второй части война застаёт его вместе с его другом Иваном Дульником, его принимают в десант, к Михаилу Балабану, но герой воюет на земле, в Крыму. Также, во второй части Сергей встречает Фесенко и Лелюкова. В третьей части Сергей встречает Виктора Неходу, но тот гибнет. В четвёртой части Сергей встречает Люсю, Устина Анисимовича и Яна Волынского.

## Персонажи
- Сергей Иванович Лагунов — главный положительный персонаж, офицер. Около 1922 года рождения
- Павел Фесенко — отрицательный персонаж, изменил присяге и предал боевых товарищей, был расстрелян перед строем партизан. Родился в 1924 году
- Виктор Нехода — друг главного героя, появляется в главе «Фанагорийцы», во время войны командует батареей и погибает. Во второй главе не появляется. Родился примерно в 1920—1925 году.
- Анна Ивановна Лагунова — сестра Сергея, Ильи, Николая Лагуновых — появляется в первой и в четвертой частях, есть упоминания во второй и третьих частях.
- Ян Волынский — друг Сергея, появляется в первой и в четвертой частях, есть упоминание в третьей части. Партизан.
- Степан Лелюков — рыбак, а позже командир, а позже партизан. В первой части после гибели Матвея становится ватажком, позже герой его видит и не раз. Партизан
- Иван Тихонович Лагунов — отец Сергея, Анюты, Ильи, Матвея. Есть в первой, третьей, четвертых частях. Председатель колхоза, а позже партизан.

### Честь смолоду
Некоторыми отмечается, что подобное название автором было дано сознательно (название опирается на известную нравоучительную мудрость «Береги честь смолоду!»). Автор призывает к чувству ответственности перед Родиной, которая предоставила подрастающему поколению различные права, но, в свою очередь, потребовала от них исполнения определённых обязанностей, среди которых наиглавнейшей является защита Родины. Данная концепция чётко отражается на ситуации, сложившейся с героем романа Павлом Фесенко, который предал своих боевых товарищей, а те справедливо его наказали.

### Персонажи
По словам Аркадия Первенцева образ главного героя романа Сергея Лагунова он писал, обобщая черты многих молодых офицеров, пошедших на фронт со школьной скамьи. Но тем не менее главенствующим прототипом Лагунова послужил один из офицеров, который потерял ногу в боях на Курской дуге. Поэтому образ Сергея Лагунова явился отражением и реально жившего человека, и многих типологических черт его современников. Он обычный честный, патриотичный и храбрый молодой человек, которых миллионы.

### Материальное окружение
Станица Псекупская, в которой главный герой Сергей Лагунов провёл своё детство, писалась с реального расположенного в горах населённого пункта — посёлка Горячий Ключ, в котором имеются и Дантово ущелье, и Богатырские пещеры.

## Издания
1949 год. Типография Крымиздата. Симферополь. Подписано к печати 5 февраля 1949 г. (353 стр., редактор Миллер В., тираж 15 000 экз.).
1949 год. Детгиз. Ленинград. (232 стр., художник В. Высоцкий, тираж 30 тыс. экземпляров).
В 1970 году исправленный и дополненный роман был выпущен московским издательством «Московский рабочий» (424 стр., художники А. Бирюков и И. Годин, тираж 100 тыс. экземпляров).